# Todo lo que soy
"Todo lo que soy" é uma canção da cantora e atriz mexicana Maite Perroni com a participação do cantor espanhol Álex Ubago. Gravada para a edição deluxe de seu álbum de estreia Eclipse de luna (2013), a obra foi composta por Mauricio Arriaga e Jorge Eduardo Murguía, enquanto a sua produção ficou a cargo de Guianko Goméz e Efraín Dávila. Musicalmente derivada de pop latino e bachata, a faixa expressa em suas letras uma declaração de amor mútua entre um casal. A Warner Music enviou "Todo lo que soy" às rádios mexicanas em 20 de outubro de 2014 como o quarto e último single do projeto. Além disso, o dueto serviu como o tema do casal protagonizado por Perroni e Daniel Arenas na telenovela mexicana La gata (2014).
O single teve comercialmente um desempenho inferior ao trabalho anterior de Perroni, entrando apenas em duas paradas mexicanas monitoradas pela Billboard, a Mexico Airplay e a Mexico Espanol Airplay, nas quais teve como melhor posição os números 24 e 8 respectivamente. Sob a direção de Koko Stambuk, o videoclipe da canção foi filmado em paisagens naturais da cidade mexicana de Cuernavaca, sendo lançado em 10 de dezembro de 2014 no canal de Perroni no YouTube. Em suas cenas, Perroni e Ubago aparecem ambos mascarados interpretando o tema com uma orquestra ao fundo. Diferentemente dos singles anteriores de Eclipse de luna, "Todo lo que soy" não foi apresentado na turnê de suporte ao álbum.

## Antecedentes e lançamento
Para investir em sua carreira musical após quatro anos de foco na atuação, Maite Perroni assinou com Warner Music em 2012 e no ano seguinte começou a preparar seu álbum de estreia solo. Intitulado Eclipse de luna, o disco foi lançado em 27 de agosto de 2013 e alcançou as dez primeiras posições tanto no México como nas paradas de álbuns latinos nos Estados Unidos. Os seus dois primeiros singles foram "Tú y yo" e "Eclipse de luna", com o primeiro obtendo notável sucesso nos mercados latinos. Perroni somente se dedicou à divulgação do álbum durante o ano de 2013, porém não negou que retornaria a atuar em telenovelas caso pudesse conciliar ambas as carreiras. Em dezembro, ela anunciou que protagonizaria La gata, telenovela produzida pela Televisa, mas não abandonaria a música, já que gravaria duas canções para a trilha sonora de La gata, o seu tema de abertura e o tema do casal protagonista.
Em abril de 2014, com as gravações da trama acontecendo, Perroni revelou "Vas a querer volver" como o tema de abertura e declarou que o álbum Eclipse de luna seria relançado ainda naquele ano, com a faixa sendo lançada no mês seguinte como o primeiro single do projeto e o terceiro do álbum em geral. Em junho, a artista disse que o tema do casal protagonista (interpretado por ela e Daniel Arenas) seria um dueto com o cantor espanhol Álex Ubago chamado "Todo lo que soy". Perroni e Ubago não se encontraram pessoalmente, tendo cada um gravado a sua parte separadamente. Tal como anunciado, a edição deluxe de Eclipse de luna foi lançada em 15 de julho do mesmo ano, incluindo entre as faixas inéditas "Vas a querer volver" e "Todo lo que soy". A última foi lançada como o quarto e último single do álbum em 20 de outubro seguinte, data em que foi enviada às rádios mexicanas.

## Composição e desempenho comercial
"Todo lo que soy", tal como os demais singles de Eclipse de luna, é uma obra de bachata e pop latino, representando um afastamento sonoro de Ubago do seu típico som pop rock. Com duração de 3 minutos e 52 segundos (3:52), a faixa foi composta Mauricio Arriaga e Jorge Eduardo Murguía, enquanto a sua produção ficou a cargo de Guianko Goméz e Efraín Dávila. Goméz e Dávila foram responsáveis também pelo arranjo musical da canção, que inclui guitarras, piano, teclados, bongôs, baixo e güira. O seu conteúdo lírico apresenta uma declaração de amor mútua entre um casal. Segundo Perroni, o single "fala sobre quando você está incondicionalmente de frente a essa outra pessoa, que você quer que volte. É nessa canção em que os dois declaram seu amor um pelo outro e dizem um ao outro que juntos se sentem plenos e vivos".
Comercialmente, "Todo lo que soy" teve um desempenho inferior a "Vas a querer volver". Embora tenha alcançado também a sexta posição na Mexico Espanol Airplay, parada monitorada pela Billboard, o single teve como melhor colocação o número 24 na Mexico Airplay, também da Billboard, sendo que neste última "Vas a querer volver" atingiu o número 13 como melhor.

## Videoclipe
O videoclipe de "Todo lo que soy" foi dirigido por Koko Stambuk, que também dirigiu os videoclipes dos demais singles de Eclipse de luna. As filmagens ocorreram em paisagens naturais da cidade mexicana de Cuernavaca, em Morelos, durante cerca de 15 horas. O vídeo foi lançado em 10 de dezembro de 2014, primeiramente no portal Terra na América Latina, em seguida no telejornal Primer Impacto nos Estados Unidos e, por fim, no canal de Perroni no YouTube. Em suas cenas, Perroni e Ubago aparecem ambos mascarados interpretando o tema com uma orquestra ao fundo. Depois, os dois correm de mãos dadas até chegarem em frente a um chafariz. Na última cena, frente a um lago, ambos tiram as máscaras e começam a dançar juntos. O vídeo termina com os dois de mãos dadas no jardim, novamente em frente ao chafariz. A palavra "fin" (em português: "fim") aparece ao lado deles.

## Créditos
Créditos de "Todo lo que soy" adaptados do encarte da edição deluxe do álbum Eclipse de luna.
Gravação e masterização
- Gravada em GML Recording Studios (Miami, Flórida) e Picks and Hammers Studio (Miami, Flórida)
- Masterizada por Adam Ayan em Gateway Mastering (Portland, Maine)

Pessoal
- Jorge Eduardo Murguía – composição
- Mauricia Arriaga – composição
- Guianko Gómez – produção musical, produção vocal, arranjo musical, vocais de apoio, engenharia de gravação
- Efraín Dávila – produção musical, arranjo musical, piano, teclados, engenharia de gravação
- Chris Mercedes – baixo
- Raúl Bier – bongô
- Kelvin Ventura – güira
- Dan Warner – guitarras, engenharia de gravação
- Juan Mario "Mayito" Aracil – engenharia de mixagem

## Paradas musicais
| Parada musical (2014)                     | Melhor posição |
| ----------------------------------------- | -------------- |
| México (Billboard Mexico Airplay)         | 24             |
| México (Billboard Mexico Espanol Airplay) | 6              |